# Master (Amerikaanse band)
Master is een van oorsprong Amerikaanse deathmetalband en een pionier in het genre, samen met tijdgenoten als Death, Possessed en Slaughter. Inmiddels woont oprichter Paul Speckmann in Tsjechië en zet hij Master voort met de Tsjechische leden Zdenek Pradlovsky en Alex Nejezchleba.

## Geschiedenis

### Beginperiode (1983-1989)
Master werd in 1983 opgericht na het uiteenvallen van de heavymetalband Warcry. In de eerste twee jaren van zijn bestaan werd Master diverse keren wegens line-up problemen op non-actief gezet. Tijdens een stille periode werd side-project, Death Strike, opgericht om vervolgens na één demo weer onder de naam Master door te gaan.
Dankzij een in 1985 opgenomen demo kreeg Master een platencontract aangeboden door Combat Records, waar op dat moment ook de nieuwe deathmetalband Death had getekend. Uiteindelijk werd het contract wegens verdeeldheid binnen de band niet ondertekend.
De demo-opnamen vonden echter gretig aftrek in de underground-tapetrading-scene en bereikten vele beginnende deathmetalbands en artiesten en wisten zelfs grindcorepioniers als Napalm Death, Repulsion en Fear of God te inspireren met hun rauwe sound, welhaast op punk gebaseerde eenvoud en aanstekelijke gitaarriffs. De band bereikte een internationale cultstatus en werd tot het debuutalbum in 1990 omschreven als belangrijkste deathmetalband zonder officieel full-lengthalbum, terwijl vele door hen geïnspireerde bands inmiddels al aan hun tweede of derde plaat toe waren. Uiteindelijk zag de cult-demo uit 1985 het levenslicht als regulier album in 2003 van Displeased Records, dat deze opnamen, samen met een demo uit 1991, onder de titel Unreleased 1985 Album en aansluitend onder de naam Unknown Soldier - Unreleased 1985 Album door het Nederlandse label Vic Records in mei 2013 met nieuw artwork van de Tilburgse kunstenaar Richard Schouten.

### Eerste officiële albums en doorbraak (1989-1993)

#### Debuutalbum
Uiteindelijk sloot Master een contract met Nuclear Blast Records. De albumopnamen vonden in 1989 plaats met Bill Schmidt op drums en Chris Mittelbrun op gitaar. Twee dagen na de opnamen viel de bezetting al uiteen en het platenlabel keurde de opnamen af. Aansluitend werd het hele album opnieuw opgenomen met Aaron Nickeas (waarmee Speckmann ook in de band Abomination zat) op drums en Jim Martinelli op gitaar. Toen Nuclear Blast ook deze opnamen had afgekeurd, werden de eerste opnamen met Schmidt en Mittelbrun alsnog gemixt. In 1990 kwam dan eindelijk, 7 jaar na de oprichting, het officiële, titelloze debuutalbum van Master uit. De bezetting Speckmann, Nickeas en Martinelli ging vervolgens op tournee samen met Pungent Stench en Abomination om het album te promoten.

#### On the Seventh Day God Created... Master
Op verzoek van het platenlabel nam Master zijn tweede album op met producer Scott Burns om te voldoen aan de op dat moment populaire Amerikaanse 'Florida Death Metal-sound' van de deathmetalscene, waarbij helderdere (getriggerde) drums en zwaarder klinkende gitaren kenmerkend waren voor producties uit de Morrisound Studios in Tampa. De samenwerking verliep echter niet vlekkeloos: gitarist Martinelli werd onderwijl zonder medeweten van de band door een manager uit de band gezet, een door Speckmann aangedragen nieuwe gitarist werd door Scott Burns afgekeurd en op verzoek van de producer en het label werd gitarist Paul Masvidal van Cynic en Death aangesteld als leadgitarist voor de opnamen. Het album On the Seventh Day God Created... Master zag in 1991 het levenslicht en wordt achteraf beschouwd als deathmetalklassieker. Paul Speckmann vestigde zich vervolgens tijdelijk in Nederland en promootte het tweede album met behulp van drie muzikanten uit de Tilburgse band Acrostichon.

#### Speckmann Project en Collection Of Souls
In 1992 werd toch de eerder afgekeurde tweede opnamesessie voor het debuutalbum met Nickeas en Martinelli uitgebracht, maar wel onder de naam Speckmann Project om verwarring te voorkomen. Met het verschijnen van Collection Of Souls in 1993 voldeed Master vervolgens aan haar laatste contractuele verplichting met Nuclear Blast en eindigde het platencontact. Master raakte daarna inactief tot omstreeks 1998.

### Laatste album vanuit de VS en eerste in Tsjechië
Na een demo in 1995 en 7-inchsingle op Moonlight Records (1996) komt in 1998 het eerste full-lengthalbum na vijf jaar uit. Het album Faith Is in Season gaat echter grotendeels voorbij aan het grote publiek aangezien old school death metal inmiddels op zijn retour is en vanwege de tegenvallende productie van het album. Het album blijkt het laatste dat Paul Speckmann als inwoner van de VS en met landgenoten opneemt. Speckmann verhuist naar Europa en wordt bassist bij de Tsjechische band Krabathor. Master blijft echter sluimerend bestaan.
Uiteindelijk verschijnen in 2001 en 2002 de eerste nieuwe opnamen van Master. Speckmann wordt hierop bijgestaan door zijn bandgenoten uit Krabathor, zij het onder pseudoniemen. Petr Krystof staat vermeld als 'Ronald Reagan' en Libor Lebanek als 'Harry Truman'. Het album Let's Start a War wordt behoorlijk wisselend ontvangen door de schrijvende pers en de band is nog een stuk verwijderd van de kwaliteit en populariteit in 1990 en 1991.

### Nieuwe solide line-up 2004-heden
In 2004 verschijnt het album The Spirit of the West waarop Speckmann wordt bijgestaan door gitarist Alex Nejezchleba en drummer Zdeněk Pradlovský. Dit vernieuwde drietal blijkt de meest stabiele line-up in de geschiedenis van Master.
Het album The Spirit of the West laat Master op zijn meest gevarieerd horen. De band trekt de experimenten van het album Let's Start a War weliswaar nog verder door maar door de verbeterde productie en vooral sterkere songs maakt Master een meer vitale indruk dan op de voorgaande twee studioalbums.
Op het studioalbum Four More Years of Terror gooit Master echter de incidentele experimenten definitief overboord en vertrouwt op de oude stijl van de eerste drie albums, echter zonder helemaal dat niveau te halen.
Vanaf het album Slaves to Society zet Master echter een sterk stijgende compositorische en kwalitatieve lijn in, getuige met name de tweede volgende albums The Human Machine en The New elite die beiden zeer goed werden ontvangen door zowel de undergroundscene als de schrijvende pers.

## Platenlabels en heruitgaven
Na het afwijzen van een contract met Combat Records in 1985, verbindt Master in 1989 zichzelf tot en met het album Collection of Souls aan Nuclear Blast. Aansluitend beperkt Master zich tot kleinere (underground)labels.
Moonlight Records brengt in 1996, naar men zegt zonder toestemming en tot afschuw van Speckmann, een splitsingle uit met de Nederlandse band Excision. Master brengt via Pavement Music nog Faith Is in season uit en via Metal Age Productions de single Follow Your Savior.
Sinds Speckmanns verblijf in Tsjechië wisselt Master inmiddels om de twee studioalbums van platenlabel en na Let's Start a War & Spirit of the West op System Shock Records, Four More Years of Terror & Slaves to Society op Twilight Vertrieb en The Human Machine & The New Elite op Pulverised Records, kondigt de band in mei 2013 aan een platencontract te hebben getekend met het Duitse label FDA Rekotz en in september 2013 het album Witchhunt uit te zullen brengen.
Nadat in 2008 en 2009 het Nederlandse Displeased Records cd-heruitgaven op de markt brengt van Master, On the Seventh Day en Collection of Souls, komt de hausse aan Speckmann-gerelateerde heruitgaven pas in 2012 en 2013.
Niet alleen heruitgaven van Masteralbums zien het licht, maar ook opnamen van Speckmanns oude bands War Cry, Death Strike en Abomination komen op de markt.
In 2012 zien via Doomentia Records heruitgaven het licht van het debuutalbum (cd en vinyl, met andere mix dan de versies van Nuclear Blast en Displeased) en On the Seventh Day(cd en vinyl).
Let's Start a War wordt op cd heruitgebracht door Grindhouse Records. In 2013 zien enkele heruitgaven van oudere Masteralbums het levenslicht, waaronder Faith Is in Season (cd, via HPGD Records), en het Unreleased 1985 Album (cd, via Vic Records onder de naam Unknown Soldier). In augustus 2013 worden tevens heruitgaven van The Spirit of the West en Four More Years of Terror op de markt gebracht, beiden met volledig nieuw artwork.

## Discografie
- Fuckin' Death (Jan 1985) – onder de naam Death Strike
- Rehearsal Demo (Aug 1985) – demo
- Master (1990)
- On the Seventh Day God Created ... Master (1991)
- Speckmann Project (1992) – andere opnamen van het debuutalbum
- Collection of Souls (1993)
- Faith Is in Season (1998)
- Let's Start a War (2002)
- Unreleased 1985 album (2003)
- Spirit of the West (2004)
- Four More Years of Terror (2005)
- Slaves to Society (2007)
- The Human Machine (2010)
- The New Elite (2012)
- Unknown Soldier - Unreleased 1985 album (2013) - heruitgave, nieuw artwork
- The Witchhunt (2013)
- An Epiphany of Hate (2016)
- Vindictive Miscreant (2018)
- Saints Dispelled (2024)

## Bandleden

### Huidige leden
- Paul Speckmann - bas/zang
- Alex Nejezchleba - gitaar
- Zdenek Pradlovsky - drums

### Oud-leden
- Petr "Christopher" Krystof as Ronald Reagan - gitaar
- Chris Mittelbrun - gitaar
- Paul Masvidal - gitaar
- Jeff Kobie - gitaar
- Brian Brady - gitaar
- Sage Gonzalez - gitaar
- Libor "Skull" Lebanek – drums
- Bill Schmidt - drums
- Aaron Nickeas - drums
- Sage Johnson - drums